# États du Nigeria
Les États du Nigéria constituent une des subdivisions administratives du Nigéria. Les 36 États partagent la souveraineté avec le gouvernement fédéral du Nigéria.

## Liste des États du Nigéria et leur capitale
- Abia (Umuahia)
- Akwa Ibom (Uyo)
- Anambra (Awka)
- Bauchi (Bauchi)
- Bayelsa (Yenagoa)
- Benue (Makurdi)
- Borno (Maiduguri)
- Cross River (Calabar)
- Delta (Asaba)
- Ebonyi (Abakaliki)
- Edo (Benin City)
- Ekiti (Ado Ekiti)
- Enugu (Enugu)
- Gombe (Gombe)
- Imo (Owerri)
- Jigawa (Dutse)
- Kaduna (Kaduna)
- Kano (Kano)
- Katsina (Katsina)
- Kebbi (Birnin Kebbi)
- Kogi (Lokoja)
- Kwara (Ilorin)
- Lagos (Ikeja)
- Nassarawa (Lafia)
- Niger (Minna)
- Ogun (Abeokuta)
- Ondo (Akure)
- Osun (Osogbo)
- Oyo (Ibadan)
- Plateau (Jos)
- Rivers (Port Harcourt)
- Sokoto (Sokoto)
- Taraba (Jalingo)
- Yobe (Damaturu)
- Zamfara (Gusau)